# Rosa Gauditano
 (7 août 2025).
Le texte peut changer fréquemment, n’est peut-être pas à jour et peut manquer de recul. N’hésitez pas à participer, en veillant à citer vos sources.
Rosa Jandira Gauditano est une photographe brésilienne née le 3 avril 1955 et morte le 7 août 2025.

## Biographie

### Carrière
Dans les années 1970, Rosa Gauditano documente la communauté lesbienne, en particulier par le biais d’enregistrements au Ferro’s Bar et à la boîte de nuit Dinossauros. Ses images, censurées à l’époque, sont devenues des symboles de résistance et ont rendu visible la population LGBT en pleine dictature militaire,.
En 1989, elle documente la vie du peuple xavántes.

### Mort
Rosa Gauditano meurt le 7 août 2025 à l’âge de 70 ans.